# Trouley-Labarthe
Trouley-Labarthe är en kommun i departementet Hautes-Pyrénées i regionen Occitanien i sydvästra Frankrike. Kommunen ligger i kantonen Rabastens-de-Bigorre som tillhör arrondissementet Tarbes. År 2022 hade Trouley-Labarthe 107 invånare.

## Befolkningsutveckling
Antalet invånare i kommunen Trouley-Labarthe
| Referens: INSEE |